# 보셰그투 세첸 칸
부셰그트 세첸 칸(Бошигт сэцэн хаан 卜失兔, ? ~ 1627년 9월), 다른 이름은 부세트(卜石兔), 사라그트 타이지(舍剌克炭台吉), 바세그투(博硕克图)는 몽골 투메드부의 칸이자 제4대 순의왕이며 마지막 투메드부의 통치자이다. 몽골 우익 투메드부의 영주였으며, 제4대 순의왕이고, 누무다이 세첸 칸의 장손이자, 초투 태자의 아들이다.
삼낭자가 자신의 손자 소농을 칸위와 순의왕직에 올리려 하여 투메드부의 칸위와 순의왕직을 습봉받지 못하다가 숙부 울루스도르 타이지 등의 지원으로 계승했다. 그러나 소농 타이지는 자신의 무리를 이끌고 명나라로 투항해 투메드부의 세력은 약화됐다. 1627년 10월 몽골 대칸이자 차하르부의 칸 링단 칸의 공격을 받아 호르호트에서 하투로 피신했다. 후일 청나라 등의 공격으로 패망, 아들 에무부는 청나라로 투항했다.

## 생애
몽골의 대칸 다얀 카안의 5대손으로, 칭기즈 칸과 쿠빌라이 카안의 후손이었다. 투메드부의 누무다이 세첸 칸의 손자이고, 그의 장남 초그투 타이지의 장남이다. 아버지 초그투 타이지는 1587년 명나라로부터 용호장군직을 받았지만 자신의 아버지보다 일찍 죽었다. 일설에는 누무다이 세첸 칸의 아들이라는 설도 있다. 그의 출생과 초기 행적에 대해서는 알려진 것이 없다.
보셰그투는 일찍부터 산서성 팡관현(偏关县) 변경과 위구르 일대에 체류하며 유목생활을 하였으며 칭하이까지 들어갔다. 1581년 명나라로부터 지휘동지에 봉해졌고, 아버지 초그투 타이지가 죽자 1589년 명나라 조정으로부터 용호장군직을 습봉받았다. 1607년 누무다이 세첸 칸의 사후 호르호트 성에서 투메드부 칸의 직위를 물려받았다. 그러나 삼낭자는 자신의 손자 소농 타이지를 순의왕, 투메드부의 칸 지위에 올리려 했다. 삼낭자는 세첸 칸의 인장과 병부, 순의왕의 인장을 소농 타이지에게 주고 그에게 주지 않았다.
보셰그투와 삼낭자 사이에 투메드부의 칸위를 놓고 전쟁이 벌어졌다. 1611년 치레그의 동생 울루스도르 타이지가 각 부의 수령들의 지지를 얻어 부셰그트를 추대, 삼낭자에게서 병부와 인신을 압수, 부셰그투에게 주었다. 삼낭자는 머지않아 곧 사망했다. 1612년에 가서야 그는 콩타이지라는 직책을 인정받았다.
1613년 7월 25일(음력 6월 8일) 부셰그투는 정식으로 즉위, 명나라에서는 제4대 순의왕으로 책봉했다. 이때 소농 타이지는 명나라로 투항, 이때부터 투메드부의 세력은 쇠약해졌다. 투메드부와 우익의 족장들은 그의 명에 잘 따르지 않았다.
그는 투메드의 왕이 되었지만 왕공족들과 부족장들, 지방의 호족들이 그에게 복종하지 않아 투메드부 칸의 권력이 쇠퇴하였다.
곧 그는 명목상 몽골의 대칸 링단 칸의 중앙 집중화 활동에 반대하는 남부 몽골 부족 연합에 합류했다. 1627년 10월 몽고의 대칸 겸 차하르부의 칸 링단 칸이 군사를 이끌고 호르호트 성을 공격, 그는 크게 패하고 투메드부의 영토는 파괴되었다. 영토의 상당 부분은 링단 칸에게 정복되었다. 부셰그투는 무리를 이끌고 서쪽으로 천도 하투(河套)로 갔다. 1628년 9월 그의 투메드부, 순의왕 정권은 패망, 그의 아들 에무부는 청나라로 투항했다.

### 사후
청나라에서는 그의 아들 에무부를 투메드부의 새로운 칸으로 승인했으며 1632년 에무부는 오르도스에서 링단 칸의 군대를 큰 패배를 안겨주었다. 그런데 1636년 청나라에서는 알려지지 않은 이유로 에무부를 체포, 죄를 물어 유폐하고 투메드부의 칸 직책을 폐지했다. 이후 청나라는 투메드 좌기, 우기로 분할하여 직접 통치하기 시작했다.
일설에는 1636년 청나라의 종주권을 인정하는 동부, 남부 몽골 부족장 쿠릴타이에 참가하여 청나라의 황제 홍타이지에게 복드 칸 칭호를 수여하는데 가담했다는 설도 있다.
그와 비슷한 시대에 오르도스부의 지농 보셰그투 지농도 있다. 그는 투메드의 보셰그투 칸과 부계로 8촌간이 된다.

## 참고 자료
- 《明史》卷327 韃靼傳